# Rhapis excelsa
Rhapis excelsa es una especie de palmera originaria de Asia.

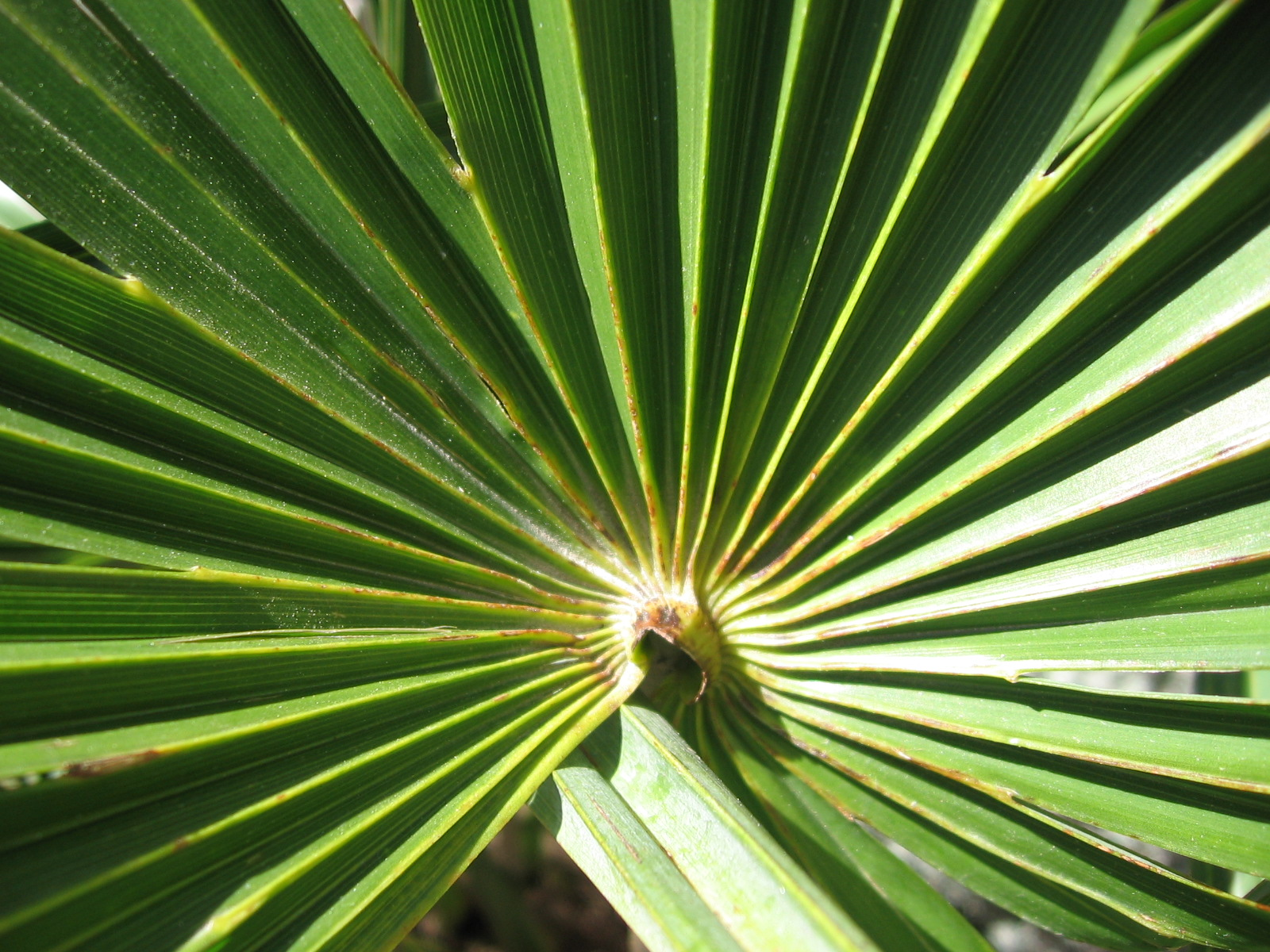
Detalle de la hoja

## Descripción
Tiene los tallos agrupados, formando grandes colonias, alcanzando un tamaño de a 3 m de altura, y 1,5 cm de diámetro. Está cubierto con vainas persistentes y hojas fibrosas. Las inflorescencias que se encuentra entre las hojas, está ramificada; con brácteas tubulares,  raquis de 26 cm; y raquilas a 11 cm; las flores masculinas de 6 mm; con los sépalos unidos en un tubo, los pétalos unidos en una corola tubular. Los frutos  amarillos, globosos a elipsoidales, de 1 x 0,8 cm.

## Distribución y hábitat
Se encuentra en localidades dispersas en los bosques de tierras bajas o los bosques secos, en las laderas, por debajo de 1000 metros de altura, en Fujian, Guangdong, Guizhou, Hainan, Yunnan, Tailandia (quizás introducida) y Vietnam.

## Taxonomía
Rhapis excelsa fue descrita por (Carl Peter Thunberg) Augustine Henry y publicado en Journal of the Arnold Arboretum 11(3): 153, en el año 1930.
Etimología
El nombre del género deriva del griego: Rhapis, que significa "aguja", y el nombre de la especie es el nombre en latín para  "alto", un nombre irónico elegido para R. excelsa que no es la más alta en el género.
Sinonimia
- Chamaerops excelsa Thunb.
- Chamaerops kwanwortsik Siebold ex H.Wendl.
- Rhapis aspera W.Baxter
- Rhapis cordata W.Baxter
- Rhapis divaricata Gagnep.
- Rhapis flabelliformis L'Hér. ex Aiton
- Rhapis kwamwonzick Siebold ex Linden
- Rhapis major Blume
- Trachycarpus excelsus (Thunb.) H.Wendl.[3]

## Usos
Los tallos se utilizan para los palillos y los bastones. Esta especie es ampliamente plantada como ornamental y se ha introducido en Japón.